# 腹毛動物
腹毛動物（ふくもうどうぶつ、学名：Gastrotricha）とは、淡水および海産の微小な多細胞動物である。現在では独立の動物門と捉えることが多い。

## 概説
腹毛動物門は、極めて小さい水中動物で、イタチムシなどを含む動物の総称である。ごく小さな動物であり、顕微鏡でなければ発見できない。後生動物中で最も小さいと言われ、小さいものは70μmそこそこ、大きいものでも1mmに達するものはほとんど無く、たいていは500μm以下である。知られている種数こそ少ないが、普通の池や海岸にも、ごく普通に生息している身近な生物である。もともとは淡水でよく知られた動物で、海には少ないと考えられていたが、現在では間隙性生物の一つとしてよく知られている。

## 特徴
体は前後に細長く、左右対称で、腹背の区別がある。付属肢などはなく、腹面にある繊毛帯によって滑らかに滑走して運動するのが基本であるが、オビムシ目は粘着腺を用いて匍匐行動を示す種類もいる。また、腹面に粘着腺（粘着管、adhesive tube）があって、ものに付着することができる。中には、尾が二葉に分かれ、そこに粘着腺を集中させている種類もいる。体表はクチクラで覆われ、鱗や細かい刺をその表面に並べるものが多い。
消化管は体の先端に口（咽頭）が開き、直線的に後端近い背面に出る。口は強力な筋肉でできている。イタチムシ類では原腎管が一対あり、腹面に開く。縦走筋はあるが環状筋はない。
雌雄同体であるが、同時に成熟することはない。イタチムシ類では雄性器官が発見されておらず、単為生殖を行うのではないかと考えられている。卵は体控の後方に作られる。発生は直接的で、幼生はやや小さいだけで成体とほぼ同じ構造。
水中の藻類や沈殿物の表面やその間をはい回って生活し、微小藻類やデトリタスを食べていると考えられる。寄生性のものはない。オビムシ類には間隙生物であるものも多い。

## 系統と分類
原体控を持ち、繊毛で運動することなど、ワムシ類に共通する部分があり、かつては輪形動物の中に含められた。まとめて袋形動物としたこともあった。現在では独立群と見なすことが多い。
腹毛動物門には12科、150種ばかりが知られる。すべてが腹毛綱に含まれ、2目に分けられる。イタチムシ目（毛遊目 Chaetonotida）はほとんどが淡水性。頭部と腹部の間がくびれる。オビムシ目（マクロダシス目 Macrodasyida）は、一部の種を除き海産。体は幅が一定の帯状。腹側面には多数の粘着管が配置する。種数はこちらの方が多い。